# Cape Floral
Die acht Naturschutzgebiete in der Region Cape Floral liegen in den Provinzen Westkap und Ostkap in Südafrika.
Sie gehören seit 2004 zum UNESCO-Weltnaturerbe. Die Gesamtfläche der acht separaten Schutzgebiete beträgt 553.000 Hektar.
Das gesamte Kap-Florenreich (Capensis) umfasst nur ein halbes Prozent der Fläche Afrikas, gilt aber mit nahezu einem Fünftel der Pflanzenarten Afrikas, von denen fast ein Drittel endemisch ist, als Region mit der vielfältigsten Flora der Welt.
In der Fynbos genannten Vegetationsform werden zahlreiche Strategien der Vermehrung und Samenverbreitung durch Vögel und Insekten sowie Anpassungen an Buschfeuer gefunden.
Damit ist sie von einzigartigem Wert für die Erforschung ökologischer und biologischer Prozesse.
Weitere Ökosysteme sind Renosterveld, Strandveld und Sukkulentenkaroo.

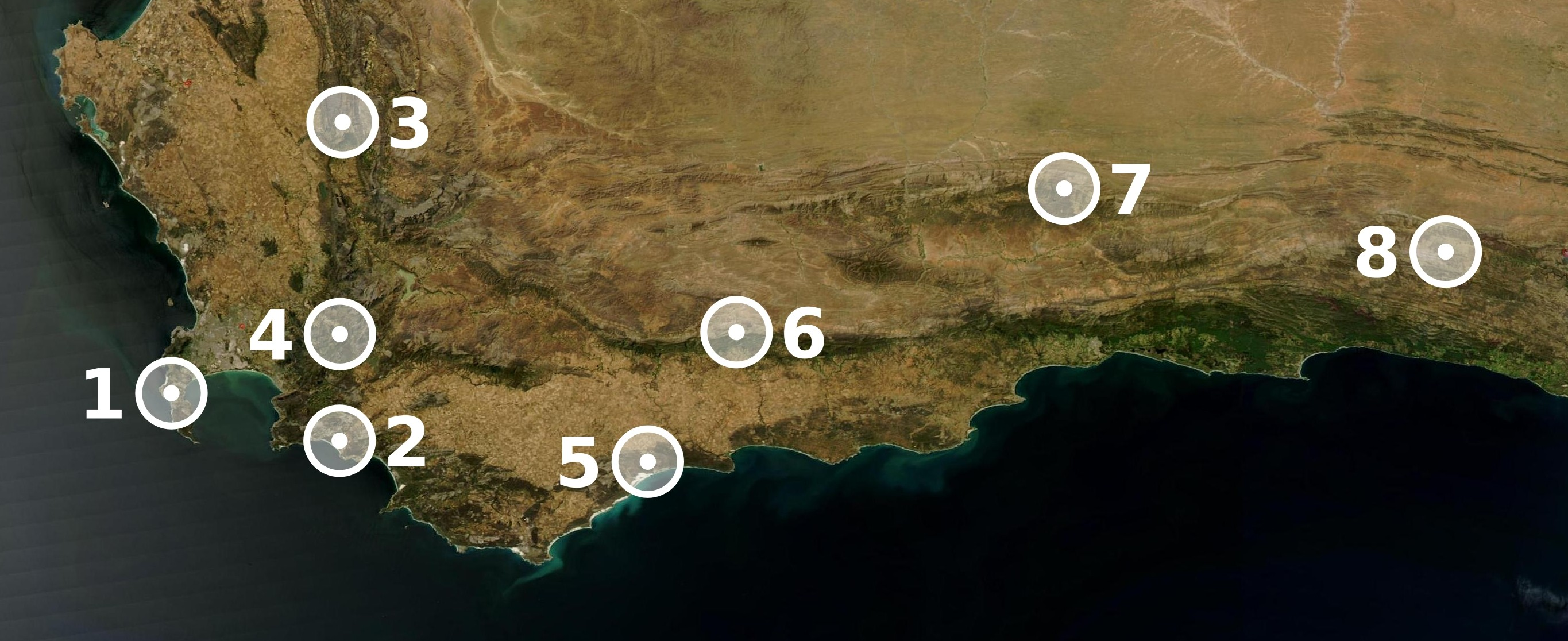
Karte mit Verteilung der Schutzgebiete
(1) Tafelberg-Nationalpark – (2) Wildnisgebiet Groot Winterhoek – (3) Wildnisgebiet Zederberge – (4) Boland-Berge – (5) Naturreservat De Hoop – (6) Wildnisgebiet Boosmansbos – (7) Swartberge – (8) Baviaanskloof

## Bestandteile des Weltnaturerbes
| UNESCO-ID  | Offizieller Name                              | Region                                        | Koordinaten                                   | Fläche in Hektar                              | Bemerkung                                     | Bild                                          |
| ---------- | --------------------------------------------- | --------------------------------------------- | --------------------------------------------- | --------------------------------------------- | --------------------------------------------- | --------------------------------------------- |
| ZA-1007rev | „Schutzgebiete der Region Cape Floral“ (2004) | „Schutzgebiete der Region Cape Floral“ (2004) | „Schutzgebiete der Region Cape Floral“ (2004) | „Schutzgebiete der Region Cape Floral“ (2004) | „Schutzgebiete der Region Cape Floral“ (2004) | „Schutzgebiete der Region Cape Floral“ (2004) |
| 1007-001   | Tafelberg-Nationalpark                        | Westkap                                       | 34° 10′ 0″ S, 18° 22′ 30″ O                   | 17.254,00                                     |                                               |                                               |
| 1007-002   | Wildnisgebiet Zederberge                      | Westkap                                       | 32° 19′ 15″ S, 19° 7′ 0″ O                    | 64.000,00                                     |                                               |                                               |
| 1007-003   | Wildnisgebiet Groot Winterhoek                | Westkap                                       | 33° 5′ 30″ S, 19° 8′ 0″ O                     | 26.000,00                                     |                                               |                                               |
| 1007-004   | Boland-Berge                                  | Westkap                                       | 33° 55′ 20″ S, 19° 9′ 50″ O                   | 113.000,00                                    |                                               |                                               |
| 1007-005   | Naturreservat De Hoop                         | Westkap                                       | 34° 25′ 30″ S, 20° 29′ 30″ O                  | 32.000,00                                     |                                               |                                               |
| 1007-006   | Wildnisgebiet Boosmansbos                     | Westkap                                       | 33° 55′ 30″ S, 20° 52′ 40″ O                  | 15.000,00                                     |                                               |                                               |
| 1007-007   | Swartberge                                    | Westkap                                       | 33° 22′ 0″ S, 22° 21′ 15″ O                   | 112.000,00                                    |                                               |                                               |
| 1007-008   | Baviaanskloof                                 | Ostkap                                        | 33° 37′ 30″ S, 24° 1′ 0″ O                    | 174.000,00                                    |                                               |                                               |